# Diplostephium meyenii
Diplostephium meyenii là một loài thực vật có hoa trong họ Cúc. Loài này được (Sch.Bip. ex Wedd.) S.F.Blake mô tả khoa học đầu tiên năm 1922.